# Liste der Stolpersteine in Wittenberge
Die Liste der Stolpersteine in Wittenberge führt die verlegten Stolpersteine in der Stadt Wittenberge im Landkreis Prignitz auf.

## Liste
In Wittenberge wurden 24 Stolpersteine an neun Standorten verlegt.
| Stolperstein    | Inschrift | Standort                     | Name, Leben                       |
| --------------- | --- | ---------------------------- | --------------------------------- |
|                 | HIER WOHNTE FRIEDRICH WILHELM ADLER JG. 1888 DEPORTIERT 1942 GHETTO WARSCHAU ERMORDET                                                    | Steinstraße 46               | Friedrich Wilhelm Adler           |
|                 | HIER WOHNTE HEDWIG BAUMANN GEB. SCHLESINGER JG. 1879 DEPORTIERT 1941 ERMORDET IN ŁODZ / LITZMANNSTADT                                    | Steinstraße 20               | Hedwig Baumann geb. Schlesinger   |
|                 | HIER WOHNTE JOHANNA FREUDENTHAL GEB. ADLER JG. 1894 DEPORTIERT ERMORDET                                                                  | Steinstraße 46               | Johanna Freudenthal geb. Adler    |
|                 | HIER WOHNTE SOPHIE ISENBERG JG. 1915 FLUCHT 1935 HOLLAND INTERNIERT WESTERBORK DEPORTIERT 1942 RAVENSBRÜCK ERMORDET 29.10.1942 AUSCHWITZ | Perleberger Straße 73        | Sophie Isenberg                   |
|                 | HIER WOHNTE WERA KAHN GEB. ADLER JG. 1900 DEPORTIERT 1943 AUSCHWITZ ERMORDET                                                             | Steinstraße 46               | Wera Kahn geb. Adler              |
| Bild gesucht BW | HIER WOHNTE ALFRED KAISER JG. 1896 DEPORTIERT 1943 ERMORDET IN AUSCHWITZ                                                                 | Schillerstraße 7             | Alfred Kaiser                     |
|                 | HIER WOHNTE ELSE JOHANNA KAISER GEB. SAALFELD JG. 1909 DEPORTIERT 1943 ERMORDET IN AUSCHWITZ                                             | Schillerstraße 7             | Else Johanna Kaiser geb. Saalfeld |
|                 | HIER WOHNTE GERT ARTUR KAISER JG. 1935 DEPORTIERT 1941 ERMORDET IN MINSK                                                                 | Rudolf-Breitscheid-Straße 20 | Gerd Artur Kaiser                 |
|                 | HIER WOHNTE HEINZ ARTUR KAISER JG. 1937 DEPORTIERT 1943 ERMORDET IN AUSCHWITZ                                                            | Sauerstückenweg 2            | Heinz Artur Kaiser                |
|                 | HIER WOHNTE MARGARETE KAISER GEB. BUCHTHAL JG. 1909 DEPORTIERT 1941 ERMORDET IN MINSK                                                    | Rudolf-Breitscheid-Straße 20 | Margarete Kaiser, geb. Buchtal    |
|                 | HIER WOHNTE MARION KAISER JG. 1934 DEPORTIERT 1943 ERMORDET IN AUSCHWITZ                                                                 | Schillerstraße 7             | Marion Kaiser                     |
|                 | HIER WOHNTE RENATE KAISER JG. 1937 DEPORTIERT 1943 ERMORDET IN AUSCHWITZ                                                                 | Schillerstraße 7             | Renate Kaiser                     |
|                 | HIER WOHNTE RUDOLF KAISER JG. 1905 DEPORTIERT 1941 ERMORDET IN MINSK                                                                     | Rudolf-Breitscheid-Straße 20 | Rudolf Kaiser                     |
| Bild gesucht BW | HIER WOHNTE RUTH KAISER GEB. BRAUN JG. 1907 DEPORTIERT 1943 ERMORDET IN AUSCHWITZ                                                        | Sauerstückenweg 2            | Ruth Kaiser, geb. Braun           |
|                 | HIER WOHNTE SIEGMUND KAISER JG. 1900 DEPORTIERT 1943 ERMORDET IN AUSCHWITZ                                                               | Sauerstückenweg 2            | Siegmund Kaiser                   |
|                 | HIER WOHNTE GISELA KREIDE VERHEIRATETE SMITH JG. 1925 KINDERTRANSPORT 1939 ENGLAND ÜBERLEBT                                              | Perleberger Straße 9         | Käthe Gisela Kreide               |
|                 | HIER WOHNTE LUCIE KREIDE GEB. PLAUT JG. 1894 GEDEMÜTIGT / ENTRECHTET FLUCHT IN DEN TOD 27.7.1942                                         | Perleberger Straße 9         | Lucie Kreide, geb. Plaut          |
|                 | HIER WOHNTE MAX KREIDE JG. 1887 DEPORTIERT 1942 THERESIENSTADT BEFREIT / ÜBERLEBT                                                        | Perleberger Straße 9         | Max Kreide                        |
|                 | HIER WOHNTE JOHANNA LEWY GEB. BARUTH JG. 1877 DEPORTIERT 1942 GHETTO WARSCHAU ERMORDET                                                   | Bahnstraße 47                | Johanna Lewy                      |
|                 | HIER WOHNTE RICHARD LEWY JG. 1875 DEPORTIERT 1942 GHETTO WARSCHAU ERMORDET                                                               | Bahnstraße 47                | Richard Lewy                      |
|                 | HIER WOHNTE DAVID MARMOROSCH JG. 1894 DEPORTIERT 1944 AUSCHWITZ ERMORDET                                                                 | Bahnstraße 105               | David Marmorosch                  |
|                 | HIER WOHNTE ERNESTINE MARMOROSCH GEB. SCHENKLER JG. 1891 DEPORTIERT 1944 AUSCHWITZ ERMORDET                                              | Bahnstraße 105               | Ernestine Marmorosch              |
|                 | HIER WOHNTE BEATRICE MEYER GEB. ADLER JG. 1885 DEPORTIERT 1942 THERESIENSTADT 1944 AUSCHWITZ ERMORDET                                    | Steinstraße 46               | Beatrice Meyer                    |
|                 | HIER WOHNTE MARTA SCHLESINGER JG. 1874 DEPORTIERT 1942 ERMORDET IN RIGA                                                                  | Steinstraße 20               | Martha Schlesinger                |

## Verlegungen
- 11. Juni 2009: Bahnstraße 47 und 105, Perleberger Straße 73, Steinstraße 46[1]
- 9. August 2011: Perleberger Straße 9, Rudolf-Breitscheid-Straße 20, Sauerstückenweg 2, Schillerstraße 7, Steinstraße 20[2]